# Giro d'Italia 1930
Il Giro d'Italia 1930, diciottesima edizione della "Corsa Rosa", si svolse in quindici tappe, dal 17 maggio all'8 giugno 1930, su un percorso di complessivi 3 095 km. Fu vinto dall'italiano Luigi Marchisio, corridore all'esordio e all'epoca vincitore più giovane nella storia della corsa, superato poi solo da Fausto Coppi nel 1940. Su 115 partenti, arrivarono al traguardo finale 67 corridori.
Dopo la quarta vittoria, terza consecutiva, di Alfredo Binda al Giro del 1929, gli altri ciclisti minacciarono di disertare la competizione. Gli organizzatori optarono allora per una formula a inviti, lasciando Binda fuori dalla corsa, ma pagandogli comunque un premio di 22 500 lire, equivalente a quello previsto per il vincitore.
Il Giro per la prima volta nella storia sbarcò in Sicilia, dove si corsero le tre tappe iniziali, nonostante alcuni problemi organizzativi e climatici. Michele Mara vinse la prima tappa a Catania, Leonida Frascarelli la seconda a Palermo, il ventunenne Luigi Marchisio la terza a Messina. A Messina Marchisio, co-capitano della Legnano orfana di Binda, fece sua anche la leadership della corsa: riuscirà a mantenerla per le restanti dodici tappe, fino al traguardo finale di Milano, rafforzandola prima con un altro successo a Catanzaro e resistendo poi agli attacchi della Maino capeggiata da Luigi Giacobbe, infine secondo. Lo stesso Marchisio corse metà Giro con un occhio bendato, a causa di un lapillo che nelle zone attorno all'Etna gli aveva procurato una lesione al bulbo oculare.
Questa edizione del Giro vide l'esordio di Learco Guerra, che si aggiudicò due tappe, a Roma e a Forlì.

## Tappe
| Tappa  | Data      | Percorso                    | km    | Vincitore di tappa  | Leader cl. generale |
| ------ | --------- | --------------------------- | ----- | ------------------- | ------------------- |
| 1ª     | 17 maggio | Messina > Catania           | 174   | Michele Mara        | Michele Mara        |
| 2ª     | 18 maggio | Catania > Palermo           | 280   | Leonida Frascarelli | Antonio Negrini     |
|        | 19 maggio | giorno di riposo            |       |                     |                     |
| 3ª     | 20 maggio | Palermo > Messina           | 257   | Luigi Marchisio     | Luigi Marchisio     |
|        | 21 maggio | giorno di riposo            |       |                     |                     |
| 4ª     | 22 maggio | Reggio Calabria > Catanzaro | 173   | Luigi Marchisio     | Luigi Marchisio     |
| 5ª     | 23 maggio | Catanzaro > Cosenza         | 118   | Domenico Piemontesi | Luigi Marchisio     |
|        | 24 maggio | giorno di riposo            |       |                     |                     |
| 6ª     | 25 maggio | Cosenza > Salerno           | 292   | Allegro Grandi      | Luigi Marchisio     |
|        | 26 maggio | giorno di riposo            |       |                     |                     |
| 7ª     | 27 maggio | Salerno > Napoli            | 180   | Raffaele Di Paco    | Luigi Marchisio     |
| 8ª     | 28 maggio | Napoli > Roma               | 247   | Learco Guerra       | Luigi Marchisio     |
|        | 29 maggio | giorno di riposo            |       |                     |                     |
| 9ª     | 30 maggio | Roma > Teramo               | 203   | Michele Mara        | Luigi Marchisio     |
| 10ª    | 31 maggio | Teramo > Ancona             | 185   | Michele Mara        | Luigi Marchisio     |
|        | 1º giugno | giorno di riposo            |       |                     |                     |
| 11ª    | 2 giugno  | Ancona > Forlì              | 182   | Learco Guerra       | Luigi Marchisio     |
| 12ª    | 3 giugno  | Forlì > Rovigo              | 188   | Michele Mara        | Luigi Marchisio     |
|        | 4 giugno  | giorno di riposo            |       |                     |                     |
| 13ª    | 5 giugno  | Rovigo > Asiago             | 150   | Antonio Pesenti     | Luigi Marchisio     |
| 14ª    | 6 giugno  | Asiago > Brescia            | 186   | Leonida Frascarelli | Luigi Marchisio     |
|        | 7 giugno  | giorno di riposo            |       |                     |                     |
| 15ª    | 8 giugno  | Brescia > Milano            | 280   | Michele Mara        | Luigi Marchisio     |
| Totale | Totale    | Totale                      | 3 095 |                     |                     |

## Squadre e corridori partecipanti
Si iscrissero alla corsa 133 ciclisti, 31 in rappresentanza di sei squadre professionistiche, o "aggruppati", e 102 senza squadra, o "isolati". I partenti effettivi furono 115.
| N.     | Cod. | Squadra           |
| ------ | ---- | ----------------- |
| 1-6    |      | Gloria-Hutchinson |
| 7-13   |      | Legnano-Pirelli   |
| 14-19  |      | Bianchi-Pirelli   |
| 20-24  |      | Maino-Clément     |
| 25-27  |      | Dei-Pirelli       |
| 28-31  |      | Prina-Hutchinson  |
| 32-133 |      | Isolati           |

## Dettagli delle tappe

### 1ª tappa
- 17 maggio: Messina > Catania – 174 km

Risultati
| Pos. | Corridore       | Squadra | Tempo    |
| ---- | --------------- | ------- | -------- |
| 1    | Michele Mara    | Bianchi | 6h32'15" |
| 2    | Marco Giuntelli | Prina   | s.t.     |
| 3    | Antonio Negrini | Bianchi | s.t.     |

### 2ª tappa
- 18 maggio: Catania > Palermo – 280 km

Risultati
| Pos. | Corridore           | Squadra | Tempo     |
| ---- | ------------------- | ------- | --------- |
| 1    | Leonida Frascarelli | Legnano | 12h05'55" |
| 2    | Antonio Negrini     | Bianchi | s.t.      |
| 3    | Ambrogio Morelli    | Gloria  | s.t.      |

### 3ª tappa
- 20 maggio: Palermo > Messina – 257 km

Risultati
| Pos. | Corridore       | Squadra | Tempo     |
| ---- | --------------- | ------- | --------- |
| 1    | Luigi Marchisio | Legnano | 10h00'54" |
| 2    | Learco Guerra   | Maino   | a 9"      |
| 3    | Amerigo Cacioni | Isolati | a 16"     |

### 4ª tappa
- 22 maggio: Reggio Calabria > Catanzaro – 173 km

Risultati
| Pos. | Corridore         | Squadra | Tempo    |
| ---- | ----------------- | ------- | -------- |
| 1    | Luigi Marchisio   | Legnano | 6h55'51" |
| 2    | Raffaele Di Paco  | Maino   | a 7"     |
| 3    | Francesco Camusso | Gloria  | a 49"    |

### 5ª tappa
- 23 maggio: Catanzaro > Cosenza – 118 km

Risultati
| Pos. | Corridore           | Squadra | Tempo    |
| ---- | ------------------- | ------- | -------- |
| 1    | Domenico Piemontesi | Bianchi | 4h43'52" |
| 2    | Francesco Camusso   | Gloria  | a 3'43"  |
| 3    | Learco Guerra       | Maino   | s.t.     |

### 6ª tappa
- 25 maggio: Cosenza > Salerno – 292 km

Risultati
| Pos. | Corridore        | Squadra | Tempo     |
| ---- | ---------------- | ------- | --------- |
| 1    | Allegro Grandi   | Bianchi | 11h39'03" |
| 2    | Raffaele Di Paco | Maino   | a 5"      |
| 3    | Felice Gremo     | Legnano | a 9"      |

### 7ª tappa
- 27 maggio: Salerno > Napoli – 180 km

Risultati
| Pos. | Corridore           | Squadra | Tempo    |
| ---- | ------------------- | ------- | -------- |
| 1    | Raffaele Di Paco    | Maino   | 5h54'00" |
| 2    | Learco Guerra       | Maino   | s.t.     |
| 3    | Leonida Frascarelli | Legnano | s.t.     |

### 8ª tappa
- 28 maggio: Napoli > Roma – 247 km

Risultati
| Pos. | Corridore        | Squadra | Tempo    |
| ---- | ---------------- | ------- | -------- |
| 1    | Learco Guerra    | Maino   | 9h31'17" |
| 2    | Antonio Negrini  | Bianchi | s.t.     |
| 3    | Raffaele Di Paco | Maino   | s.t.     |

### 9ª tappa
- 30 maggio: Roma > Teramo – 203 km

Risultati
| Pos. | Corridore       | Squadra | Tempo    |
| ---- | --------------- | ------- | -------- |
| 1    | Michele Mara    | Bianchi | 7h02'17" |
| 2    | Luigi Giacobbe  | Maino   | s.t.     |
| 3    | Luigi Marchisio | Legnano | s.t.     |

### 10ª tappa
- 31 maggio: Teramo > Ancona – 185 km

Risultati
| Pos. | Corridore           | Squadra | Tempo    |
| ---- | ------------------- | ------- | -------- |
| 1    | Michele Mara        | Bianchi | 7h12'17" |
| 2    | Alfredo Dinale      | Legnano | s.t.     |
| 3    | Domenico Piemontesi | Bianchi | s.t.     |

### 11ª tappa
- 2 giugno: Ancona > Forlì – 182 km

Risultati
| Pos. | Corridore        | Squadra | Tempo    |
| ---- | ---------------- | ------- | -------- |
| 1    | Learco Guerra    | Maino   | 5h38'45" |
| 2    | Alfredo Dinale   | Legnano | s.t.     |
| 3    | Ambrogio Morelli | Gloria  | s.t.     |

### 12ª tappa
- 3 giugno: Forlì > Rovigo – 188 km

Risultati
| Pos. | Corridore       | Squadra | Tempo    |
| ---- | --------------- | ------- | -------- |
| 1    | Michele Mara    | Bianchi | 5h57'35" |
| 2    | Learco Guerra   | Maino   | s.t.     |
| 3    | Luigi Marchisio | Legnano | s.t.     |

### 13ª tappa
- 5 giugno: Rovigo > Asiago – 150 km

Risultati
| Pos. | Corridore           | Squadra     | Tempo    |
| ---- | ------------------- | ----------- | -------- |
| 1    | Antonio Pesenti     | Dei-Pirelli | 5h17'34" |
| 2    | Leonida Frascarelli | Legnano     | a 2'26"  |
| 3    | Luigi Marchisio     | Legnano     | s.t.     |

### 14ª tappa
- 6 giugno: Asiago > Brescia – 186 km

Risultati
| Pos. | Corridore           | Squadra | Tempo    |
| ---- | ------------------- | ------- | -------- |
| 1    | Leonida Frascarelli | Legnano | 6h41'00" |
| 2    | Domenico Piemontesi | Bianchi | s.t.     |
| 3    | Raffaele Di Paco    | Maino   | s.t.     |

### 15ª tappa
- 8 giugno: Brescia > Milano – 280 km

Risultati
| Pos. | Corridore       | Squadra | Tempo    |
| ---- | --------------- | ------- | -------- |
| 1    | Michele Mara    | Bianchi | 9h50'05" |
| 2    | Carlo Rovida    | Isolati | s.t.     |
| 3    | Pierino Ferioli | Gloria  | s.t.     |

## Classifiche finali

### Classifica generale
| Pos. | Corridore          | Squadra     | Tempo      |
| ---- | ------------------ | ----------- | ---------- |
| 1    | Luigi Marchisio    | Legnano     | 115h11'55" |
| 2    | Luigi Giacobbe     | Maino       | a 52"      |
| 3    | Allegro Grandi     | Bianchi     | a 1'49"    |
| 4    | Ambrogio Morelli   | Gloria      | a 11'12"   |
| 5    | Antonio Pesenti    | Dei-Pirelli | a 16'01"   |
| 6    | Antonio Negrini    | Bianchi     | a 17'48"   |
| 7    | Felice Gremo       | Legnano     | a 22'28"   |
| 8    | Aristide Cavallini | Isolati     | a 23'58"   |
| 9    | Learco Guerra      | Maino       | a 36'10"   |
| 10   | Amerigo Cacioni    | Isolati     | a 37'11"   |

### Classifica isolati
| Pos. | Corridore          | Squadra | Tempo      |
| ---- | ------------------ | ------- | ---------- |
| 1    | Aristide Cavallini | Isolati | 115h35'53" |
| 2    | Amerigo Cacioni    | Isolati | a 13'13"   |
| 3    | Carlo Moretti      | Isolati | a 25'30"   |
| 4    | Augusto Zanzi      | Isolati | a 40'19"   |
| 5    | Fabio Battesini    | Isolati | a 51'43"   |

### Classifica a squadre
| Pos. | Squadra           | Tempo |
| ---- | ----------------- | ----- |
| 1    | Bianchi-Pirelli   |       |
| 2    | Legnano-Pirelli   |       |
| 3    | Maino-Clément     |       |
| 4    | Gloria-Hutchinson |       |